# Harzrundfahrt 1965
Die Harzrundfahrt 1965 war die 37. Austragung der traditionsreichen Harzrundfahrt. Das Eintagesrennen fand am 4. Juli statt. Die Strecke war 190 Kilometer lang. Sieger wurde Günter Hoffmann.

## Rennverlauf
Start und Ziel des Straßenradrennens war Magdeburg. Die Harzrundfahrt gehörte 1965 zu den Auswahlrennen für die Bildung der Nationalmannschaft der DDR. Rund 80 Radrennfahrer der Leistungsklassen des DDR-Radsports und der Betriebssportgemeinschaften (BSG) waren am Start. Dazu kamen Auswahlmannschaften aus Bulgarien und Polen. Die Fahrer der Leistungsklasse I sowie die ausländischen Fahrer hatten eine Vorgabe von 6 Minuten und 20 Sekunden auf die Leistungsklasse II aufzuholen. Nach 111 Kilometern waren die Vorgabefahrer am Anstieg zum Büchenberg eingeholt. 30 Kilometer vor dem Ziel bildete sich eine Gruppe von neun Fahrern, die das Ziel gemeinsam erreichten. Den finalen Sprint gewann Günter Hoffmann vor dem besten Fahrer der Leistungsklasse II Volker Schwanengel.

## Ergebnis
| Platz | Fahrer             | Verein               | Zeit (h) |
| ----- | ------------------ | -------------------- | -------- |
| 01.   | Günter Hoffmann    | ASK Vorwärts Leipzig | 4:55:18  |
| 02.   | Volker Schwanengel | ASK Vorwärts Leipzig | gl. Zeit |
| 03.   | Eberhard Butzke    | SC Dynamo Berlin     | gl. Zeit |
| 04.   | Lothar Borschel    | SC DHfK Leipzig      | gl. Zeit |
| 05.   | Dieter Mickein     | SC DHfK Leipzig      | gl. Zeit |
| 06.   | Günter Lux         | SC DHfK Leipzig      | gl. Zeit |